# Средний Тузлов
Сре́дний Тузло́в или ба́лка Бурта́ (укр. Середній Тузлів) — река в Ростовской области России и Луганской области Украины, левая составляющая реки Тузлов (бассейн Дона). Длина 16,5 км. Крупнейший приток — балка Власовка (левый). На реке сооружены пруды.

## Название
Вторая часть названия реки происходит от названия реки Тузлов, которое в свою очередь является производным от тюрк. tuz — «соль», то есть река с солёной (или солоноватой) водой (тур. tuz — «соль», кыпч. tuzlu — «солёный», чагат. tuzlak — «солончак»). Средний Тузлов — одна из трёх рек со словом Тузлов в названии, впадающих в Тузлов в его верхнем течении: Левый Тузлов, Средний Тузлов и Правый Тузлов (Средний и Правый при слиянии образуют Тузлов, а Левый впадает в Тузлов чуть ниже по течению). Первая часть названия возникла в связи с тем что река впадает в Тузлов посередине между Левым Тузловом (впадает с востока) и Правым Тузловом (впадает с запада), то есть является средней из трёх вышеупомянутых рек.

## Течение
Средний Тузлов берёт начало на южном склоне Донецкого кряжа, на чрезвычайно ровной степи, к югу от села Бобриково Антрацитовского района Луганской области. Течёт на юг, отклоняясь к востоку. У хутора Кринично-Лугского Куйбышевского района Ростовской области сливаясь с Правым Тузловом образует реку Тузлов.
Река протекает по территории Антрацитовского района Луганской области и Куйбышевского района Ростовской области (по территории Украины протекает на протяжении 3,9 км, на протяжении 11,6 км протекает по территории России, и на протяжении 1 км протекает по границе России с Украиной).

## История
Река упоминается в Статистическом описании земли Донских Казаков составленном в 1822—32 годах:

б) Речки, сообщающие воды свои Аксаю: С правой стороны: 2) Тузлов. Сия последняя речка составляется соединением трёх отножин: Правой, Средней и Левой.
— Глава III. Воды

## Бассейн
- Средний Тузлов
  - б. Власовка — (л)

## Населённые пункты
- Село Миллерово
- Хутор Кринично-Лугский